# Дембороґі
Дембороґі (пол. Dęborogi, нім. Hoheneichen) — село в Польщі, у гміні Маново Кошалінського повіту Західнопоморського воєводства.